# 青木貞三
青木 貞三（あおき ていぞう、1858年（安政5年） - 1889年（明治22年）2月6日）は明治時代の日本の官吏、実業家。旧名は竹内 節。

## 生涯
信濃国筑摩郡（現:長野県）に生まれる。筑摩県師範講習所卒業。上京し、攻玉社に入り英学を学び、1875年（明治8年）儒者、漢詩人の青木錦村の養子となり、その遺志を継いで1885年（明治18年）湯島に克己塾を開く。
岩倉具視の知遇を得て、元老院に奉職し、宮内省編纂局に転じて「大政紀要」を著す。1883年（明治16年）に太政官少書記官、1885年（明治18年）に文書局長、内閣官房官報局長となるが上官と対立し、その後は実業界に転じた。1886年（明治19年）から翌年まで東京米商会所頭取を務め、東京の商業電報や長野県の信陽日報の経営を行い、1888年（明治21年）には欧米を歴訪して海外市場調査を行ったが、1889年に32歳で死去。墓所は染井霊園。